# Festival Internacional de Música de Ibiza
El Festival Internacional de Música de Ibiza es un festival de música clásica, que se celebra cada dos años en el mes de agosto desde 1987 en el pueblo de San Carlos de Peralta, Santa Eulalia del Río, Ibiza.
Cuenta con dos sedes, que son el Centro Cultural de San Carlos y la Iglesia de San Carlos (conciertos de órgano y música antigua). Desde su primera edición el festival está ligado al Concurso Internacional de Piano de Ibiza. Se trata de uno de los eventos más importantes que se celebran en las Islas Baleares. 

## Historia
El festival fue fundado en 1987 por Jaume Ferrer Marí y miembros del Centro Cultural de San Carlos. Desde su fundación ha reunido a grandes intérpretes internacionales de todos los géneros, ópera, lied, música de cámara, órgano, música vocal y grandes solistas del piano. La primera edición, celebrada en 1987, tuvo como concierto inaugural un recital musical y poético del actor Fernando Rey. Han participado en el festival figuras como Julian von Karòlyi, Antonio Baciero, Joaquín Soriano, Orquesta Barroca de Sevilla, Hippocampus, Eduardo Paniagua, Cesar Carazo, Liudmila Matsyura, Carmen Bravo (viuda de Frederic Mompou), Atsuko Kudo, Ricardo Descalzo, Mary Wu, Illan Rogoff, Lukas David, Tatiana Franova, Jela Špitková, Yoon-Hee Kim, Antonio Colinas, Mercedes Milá, Giampaolo di Rosa...
Los ganadores de las dos categorías del Concurso Internacional de Piano de Ibiza, menores de 16 años y menores de 30, están invitados a realizar un recital pianístico en la siguiente edición del Festival Internacional de Música de Ibiza. Entre los ganadores del concurso han tocado en el festival grande pianistas como: Fan-Chian Yi, Giovanni Doria-Miglietta, Alexander Pirojenko, Abigail Sin , Aisylu Saliakhova,  Christina Hyun-ah Choi, Sasha Grynyuk, Renata Benvegnù, Alexander Vorontsov, Konstadinos Valianatos, Daria Tchaikovskaya, Vadim Gladkov, Eugeni Ganev, Sofia Melikyan, Liubomir Daskalov, Ricardo Descalzo, Miguel Lecueder,  entre otros...
En 2023 se celebrará la XXV edición.

## Premios y reconocimientos
2019. Premio a la Experiencia Turística al Festival Internacional de Música de Ibiza y al Concurso Internacional de Piano de Ibiza otorgado por el Gobierno de las Islas Baleares. 
2017. Premio al Mérito Ciudadano de la Isla de Ibiza al Centro Cultural de San Carlos, otorgado por el Consejo Insular de Ibiza.
2016. Premio Ramon Llull a Jaime Ferrer Marí, otorgado por el Gobierno de las Islas Baleares.
2013. Placa al Centro Cultural de San Carlos por la organización de 20 ediciones, otorgado por el ayuntamiento de Santa Eulalia del Río.
2013. Premio Xarc en reconocimiento a la labor de promoción y difusión de la música y la cultura alrededor del mundo, otorgado por el ayuntamiento de Santa Eulalia del Río.
2010. Placa de reconocimiento, otorgado por el ayuntamiento de Santa Eulalia del Río.
2008. Placa de reconocimiento, otorgado por el ayuntamiento de Santa Eulalia del Río.
1997. Premio Importante de Diario de Ibiza a Jaime Ferrer Marí, otorgado por Diario de Ibiza.